# 第1回サターン賞
第1回サターン賞（だい1かいサターンしょう、1st Saturn Awards）は、SF・ファンタジー・ホラー映画アカデミーが主催する映画賞。1972年に公開されたSF映画、ファンタジー映画、ホラー映画を受賞対象にしているが、この年に受賞作品に選ばれたのはSF映画とホラー映画のみで、ファンタジー映画が賞を受賞するのは第2回サターン賞からである。

## 受賞一覧
- SF映画賞：スローターハウス5[1]
- ホラー映画賞：吸血鬼ブラキュラ[2]